# Schloss Wald (Pyhra)

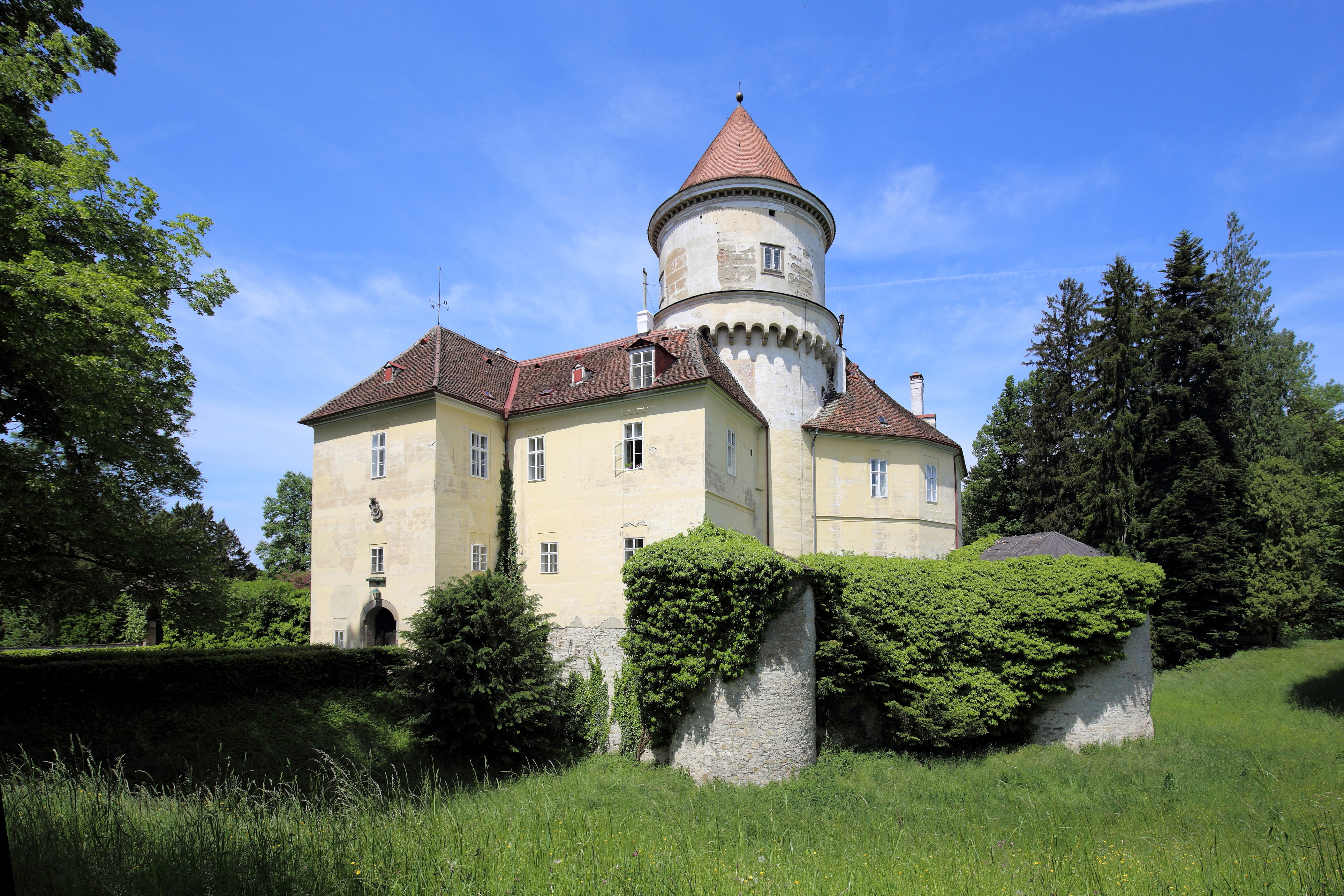
Schloss Wald (Südansicht)

Schloss Wald ist ein Schloss in der Gemeinde Pyhra in Niederösterreich.

## Geschichte
Erstmals genannt wird die Anlage als Sitz des Udalschalk von Wald im Jahr 1140. Im 15. Jahrhundert baute Jörg Scheck von Wald die Anlage burgartig aus. Im Jahr 1485 erstürmten die Truppen von Matthias Corvinus die Burg, die im 16. Jahrhundert von den Herren von Greiß im Stil der Renaissance erweitert wurde. 1683 eroberten die Türken das Schloss. Von 1687 bis 1782 war die Familie Spindler von Hofeck Eigentümer. Ihnen folgten bis 1817 die Grafen Fuchs von Fuchsberg. In diesem Jahr scheint kurzfristig Jerome Bonaparte als Exilant unter dem Namen Hieronymus Fürst von Montfort als Besitzer auf. Der nächste Eigentümer war Franz Freiherr von Pillersdorf. Zwischen 1847 und 1928 gehörte Wald den Grafen Haugwitz. Sie ließen ab 1848 das Neuschloss an das Altschloss anbauen. Baron Friedrich Baratta-Dragom, ein Enkel von Karl Wilhelm Graf Haugwitz, übernahm schließlich das Gut, musste es jedoch während der Weltwirtschaftskrise 1930 versteigern lassen. Der Erwerber war Prinz Karl Auersperg-Breunner, dessen Familie es bis heute gehört.

## Zustand
Im 19. Jahrhundert wurde das Schloss mehrmals verändert und erweitert.
Die Familie Auersperg versetzte das Schloss äußerlich in den Zustand des 18. Jahrhunderts zurück.